# Nikola Pavličević
Nikola Pavličević (in montenegrino Никола Павличевић; Nikšić, 13 agosto 1988) è un cestista montenegrino.

## Carriera
Con il Montenegro ha disputato due edizioni dei Campionati europei (2017, 2022).

## Palmarès
- ABA 2 Liga: 1

Studentski centar: 2020-21
- Supercoppa ABA Liga: 1

Studentski Centar: 2023
- Coppa del Montenegro: 1

Studentski Centar: 2024